# كارلسكوغا

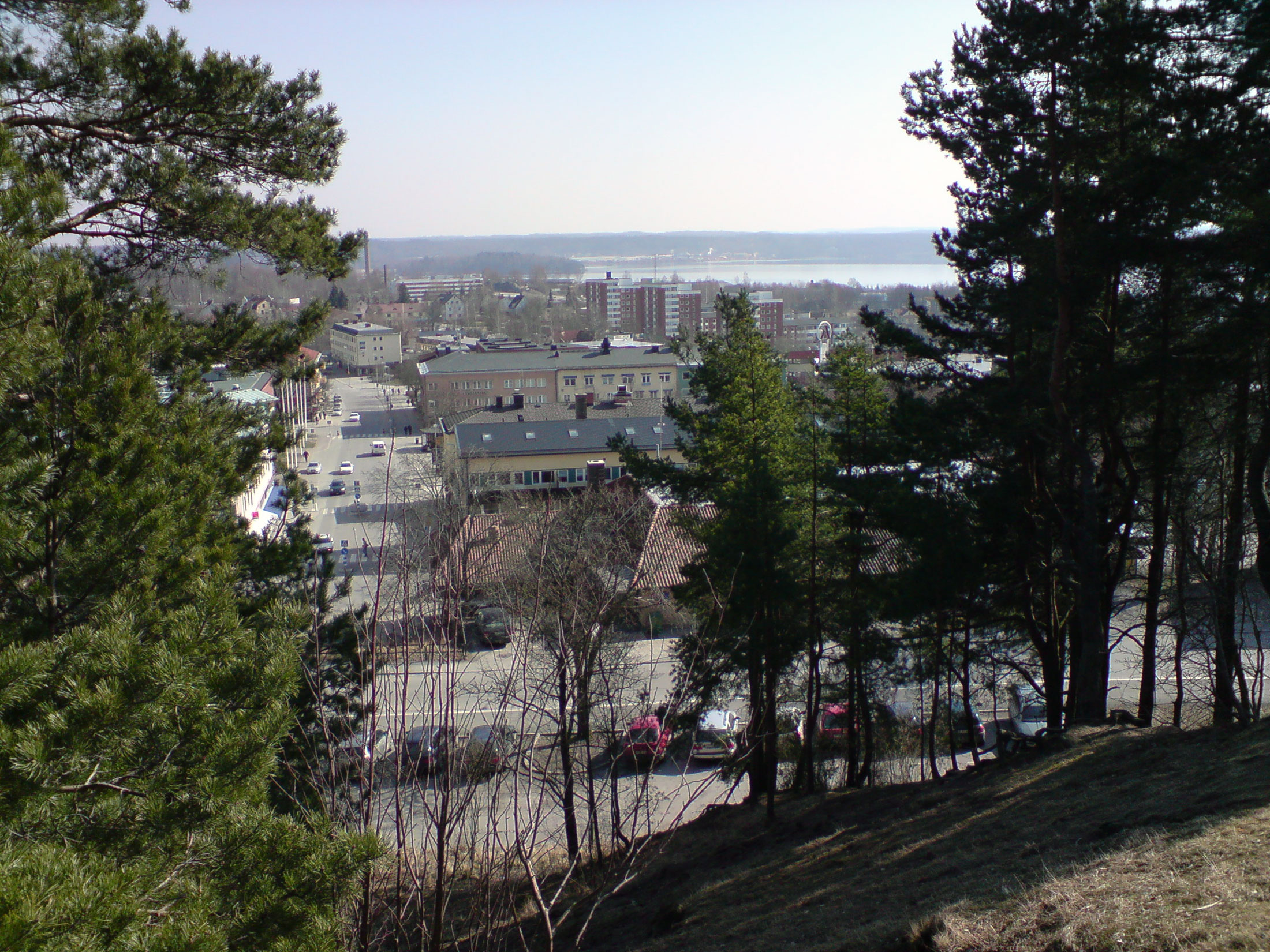

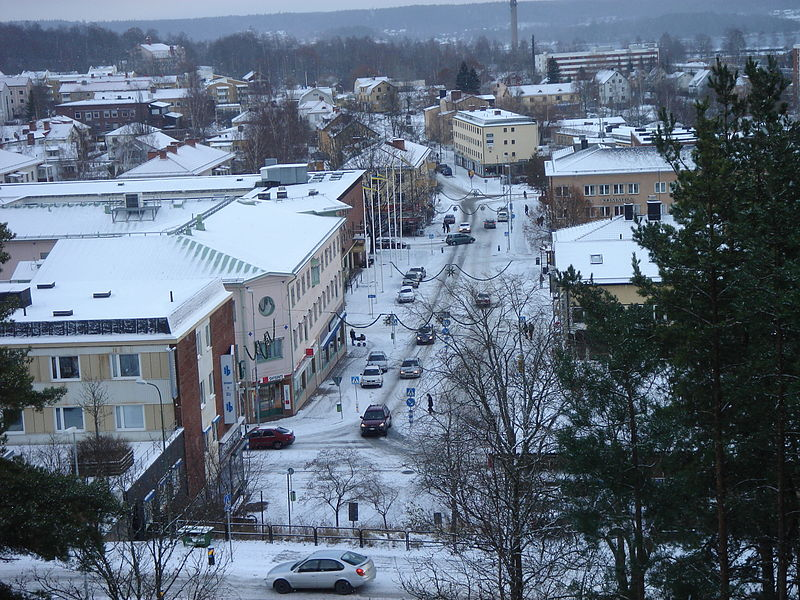
كارلس كوغا في فصل الشتاء

كارلس كوغا(بالسويدية: karlskoga)وهي مدينة سويدية تقع في محافظة اوريبرو مقاطعة فيرملاند غرب العاصمة السويدية ستوكهولم حيث تبعد عنها بمسافة 241 كلم وتقع على بعد 41 كلم غرب مدينة اوريبرو وعلى بعد 288 كلم من العاصمة النرويجية أوسلو تشتهر مدينة كارلس كوغا بوجود مصانع بوفوش لتصنيع السلاح وكما سكن بها الفرد نوبل في اخر سنوات حياته ويوجد في مدينة كارلس كوغا متحف لالفرد نوبل ويعني اسم كارلس كوغا في اللغة السويدية غابة كارل.

## معرض صور

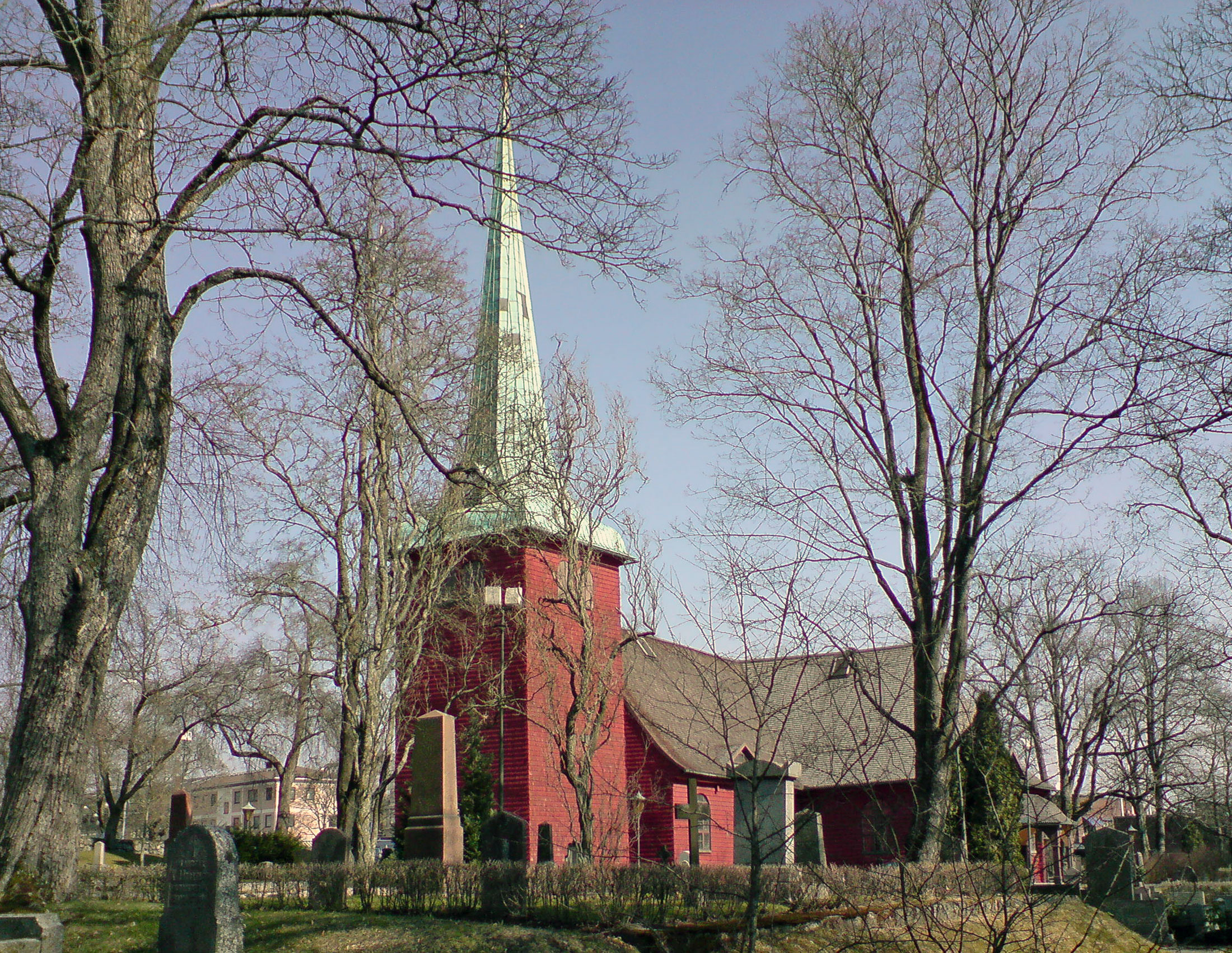
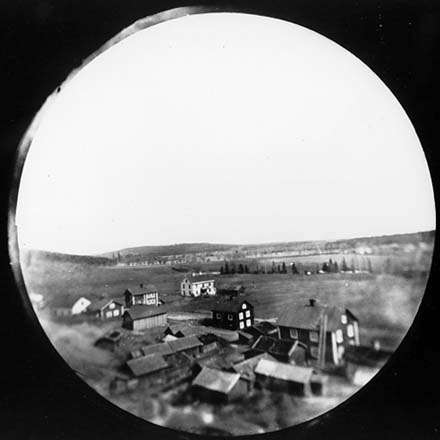
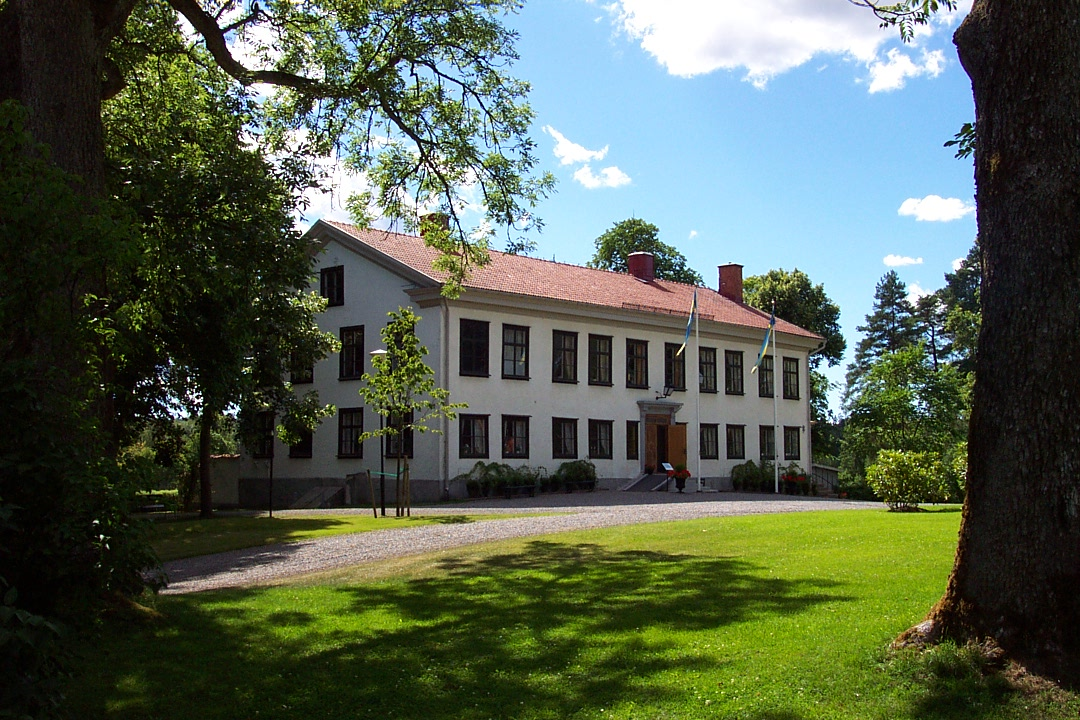

## أعلام
- مارتين بروبيرغ
- فريدريك بيرغ
- إيفا كارلسون
- أغنيتا أندرسون
- ميكائيل أريكسون

## وصلات خارجية
- الموقع الرسمي لبلدية كارلس كوغا باللغة السويدية